# Camponotus selene
Camponotus selene é uma espécie de inseto do gênero Camponotus, pertencente à família Formicidae.